# Rieneck (città)
Rieneck è un comune urbano tedesco di 2 113 abitanti, situato nel circondario del Meno-Spessart nel distretto della Bassa Franconia nel land della Baviera.

## Geografia fisica
Rieneck è situata tra i rilievi dello Spessart e quelli della Rhön. È bagnata dalle acque del fiume Sinn.

## Storia
La prima menzione risale all'anno 790, il nome deriva da quello della famiglia nobiliare dei conti di Rieneck. Il 7 giugno 1311 venne nominata città (Oppidum), in seguito entrò a far parte dei possedimenti dei conti di Nostitz, che nel 1803 la cedettero ai conti Colloredo-Mansfeld. Dal 1814 fa parte della Baviera. La costituzione dell'attuale comune risale al 1818.

## Monumenti ed istituzioni
Dal 1959 la fortezza appartiene ad un'associazione scout cristiana. Nel muro (che ha uno spessore di 8 metri) della Dicker Turm (torre grassa) si trova una cappella romanica in forma di una foglia di trifoglio unica nell'Europa continentale, una sola cappella con questa pianta si trova infatti solo nelle isole britanniche.